# American cream
American Creme eller American Cream & White är en typ av häst som alltid är vit, cremello eller perlino. Själva rasen grundades på en enda hingst kallad Old King, född 1908, som var helt kritvit. Rasen blev känd inom Hollywood och av kungligheter över hela världen. Rasen är en varmblodshäst som inte ska förväxlas med kallblodshästen American cream draft. Hästarna kalals ibland felaktigt för American Albino. Albinoanlaget är dödligt för hästar och därför är de hästar man oftast kallar albino snarare ett resultat av olika färggener som ger en förändring i färgen på hästarnas grundfärger. Idag är hästen inte en egen unik ras, utan är snarare en färgras likt Palominon, vilket innebär att hästar kan registreras som en American Cream & White oberoende av vilken ras de är och det är inte nödvändigt att de har en stamtavla som leder till Old King. 
Idag delar man upp hästarna i två olika typer, American White som har vitanlaget, och American Cream som har gulanlaget som ger cremello och perlino. 

## Historia
Förfadern Old King var en hingst som var kritvit, med rosa hud men som ovanligt nog hade mörkbruna ögon. Han ägdes av en professor i Illinois, USA vid namn William P. Newell och användes mest som avelshingst. 50 % av hans avkommor var vita, resten färgade men av alla avkommor så var det ungefär 80% som gav citanlaget vidare till sina avkommor. Old King köptes av Caleb R. och Hudson B Thomas 1917 och fördes till Nebraska. De två männen hoppades kunna avla fram en helt ny hästras med Old Kings färger. 
De första försöken var med ston från rasen Morganhäst med hjälp av annorlunda betäckningsmetoder, gärna inavel. Det lyckades väldigt väl från första början. Old King fick en allvarlig hästsjukdom kallad träskfeber 1922 och dog på grund av den 1924. 
1936 gifte sig Caleb R. med en kvinna vid namn Ruth Hackenberg Thompson och Hudson hoppade av projektet för att ge sig på politik. Caleb och Ruth fortsatte ändå med aveln och reste runt i USA för att göra reklam för rasen som man kallade American Albino. Under resans gång formade de även White Horse Troupe, en cirkusakt med hjälp av de vita hästarna som skulle vara det största reklamtricket i USA:s hästhistoria. Rasen blev känd även internationellt. 
Nu hade man nog med pengar för att ytterligare utbreda sig med sina vita hästar. Man startade ridskolor för fattiga barn. Man tog sedan de duktigaste av dem och tränade dem till att bli cirkusartister. Cirkusakten bara drog mer folk hela tiden och tricken blev fler och farligare. Ett trick var en ung kille som hade fem hästar i ett körspann, fast utan vagn och han stod upp på ryggen på den häst som stod längst fram. Sedan hoppade de här hästarna över breda och höga hinder, bland annat en bil. 
Hästarna blev kända i hela världen och köptes dyrt av kändisar i Hollywood och även av en indisk prins och nu började man registrera avkommor och försäljningar och 1937 formades "American Albino Horse Club" (AAHC) Man öppnade dessutom stamboken för andra hästar av liknande form med samma färg även om de inte härstammade från Old King, mest för att man skulle kunna ta vara på den ovanliga färgen. Den absoluta favoriten var White Wing som avlade 108 föl, varav alla utom 3 var vita. Dessutom kunde han över 50 trick och var så snäll och lugn att tricken oftast utfördes av en tio år gammal flicka under cirkusens uppträdanden.
Ruth, som först var med och avlade fram rasen hjälpte till att starta White Horse Ranch 1989 där de flesta exemplar av denna rasen nu avlas fram. 

## Egenskaper
Alla hästar som registreras ska ha egenskaper som påvisar vit- eller gulanlaget, så som rosa hud och kritvit eller ljust gulvit päls men ögonen ska vara mörkbruna. På senare tid har man även accepterat andra ögonfärger för att få in ytterligare linjer i American Albino-hästarna. 
Hästarna har under alla tider använts till allt möjligt inom både ridning, körning och arbete. Hästen är flexibel och både smäcker och stark på samma gång. Exteriört varierar rasen något då även andra raser har kommit in under senare tid. Men man säger att de hästar som har mörkbruna eller svarta ögon med 90 % säkerhet är ättlingar i rakt nedstigande led från Old King. Standarden för dessa hästar är dock en mankhöjd på runt 150-165 cm.

## Färgerna

### American White
American White-hästarna måste vara vita och bära anlaget för vit-genen. Hästarna får inte förväxlas med avblekbara skimlar. American White-hästarna måste ha helt vit päls, rosa hud och absolut ingen pigmentering av pälsen. Små prickar på huden är tillåtet runt ögonen och på buken, men detta får inte synas i pälsen. Alla ögon-färger är tillåtna, även riktigt ljusa ögon. De hästar som kan spåras till Old King har i 90% av fallen mörka ögon. En American White ger vita avkommor i ca 50 % av fallen när de avlas på hästar med andra färger. 

### American Creme
American Creme-hästarna måste också ha rosa hud som i vissa fall kan vara något mörkare i en nästan orange ton som kallas "pumpkin". Hästarnas päls varierar i färg till en så ljus ton att den nästan ser vit ut, till en djupare gräddfärgad ton. Man och svans kan variera från vitt till en nästan ljusbrun nyans. Ögonen är oftast ljusa, främst bärnstensfärgade eller blåa. Bruna ögon är tillåtet men ovanligt och svart förekommer nästan aldrig. American Cream-hästen har dubbla anlag av gulgenen (CcrCcr), som ger färgerna perlino på brunt, cremello på fux och smoky perlino på svart. American Creme-hästarna ger 100 % cremefärgade avkommor om de avlas med andra hästar som har gulnlaget. Men om de avlas med hästar utan gulgen blir hästarna istället bork på brun, isabell på fux och gulsvart på svart. 